# Fritz Mierau
Fritz Mierau (Breslavia, 15 de mayo de 1934-Berlín, 29 de abril de 2018) fue un eslavista, ensayista, traductor, editor e investigador literario alemán.

## Vida
Se le conoció especialmente por ser editor de Franz Jung y de literatura rusa.  Creció en Döbeln durante la posguerra. Después de su Abitur estudió filología eslava. En 1962 renunció a su plaza de profesor en la Universidad Humboldt de Berlín y trabajó como traductor independiente y como guía turístico. Entre 1969 y 1980 trabajó bajo la dirección de Werner Mittenzwei en el Zentralinstitut für Literaturgeschichte. Participó en más de cien obras como escritor, traductor y editor.
Desde 2008 fue miembro de la Academia de las Artes de Berlín.

## Selección de obras
- Mein russisches Jahrhundert. Autobiographie
- Das Verschwinden von Franz Jung. Stationen einer Biographie
- Almanach für Einzelgänger

## Premios
- 1988 Premio Heinrich Mann[4]
- 1991 Literaturpreis zur deutsch-sowjetischen Verständigung
- 1992 Ehrengabe der Deutschen Schillerstiftung
- 1996 Leipziger Buchpreis
- 1999 Premio Karl Otten